# Louis Peter

Louis Peter

Friedrich Ludwig „Louis“ Peter (* 28. Februar 1841 in Alleringhausen, Fürstentum Waldeck; † 26. Februar 1921 in Frankfurt am Main) war ein deutscher Unternehmer und Gründer der Mitteldeutschen Gummiwarenfabrik Louis Peter A.G. in Frankfurt am Main. Er wurde zu einem Pionier der Gummiwarenindustrie und der Luftbereifung.

## Leben

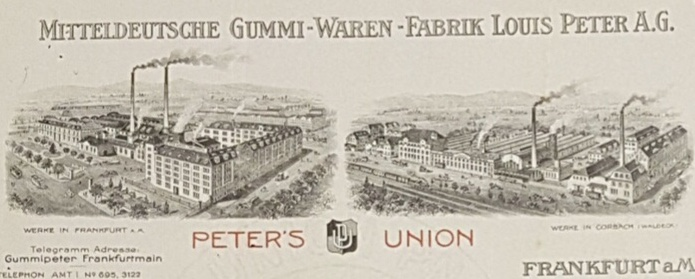
Fabriken auf Originalrechnung von Peter’s Union

Peter war ein Sohn des Bauern Carl Heinrich Peter in Alleringhausen und dessen Ehefrau Marie Louise geb. Fieseler aus Flechtdorf. Er hatte sechs Geschwister. Friedrich Ludwig arbeitete zuerst als Ochsenknecht in Lengefeld bei Korbach. Seinen Militärdienst leistete er im 3. Kurhessischen Infanterie-Regiment Nr. 83. 1863 zog er nach Frankfurt und fand eine Anstellung in einem Gummiwarengeschäft. Zu dieser Zeit nannte er sich in Louis um. Als 1866 der Preußisch-Österreichische Krieg ausbrach, wurde Louis Peter auf Seiten der Preußen eingesetzt. Nach dem Krieg erhielt er seine Anstellung nicht wieder und gründete 1867 ein eigenes Gummiwarengeschäft in der Frankfurter Kaiserstraße 15. Am 28. Januar 1870 heiratete er Margarethe Klaus (* 1. Januar 1850 in Langenlonsheim; † 18. Dezember 1907); der Ehe entstammten drei Töchter.
In der Gründerzeit machte er sich am 1. März 1872 mit einer Gummifabrik für Wasser- und Bierschläuche sowie für technische und chirurgische Gummiartikel als Produzent in Frankfurt-Sachsenhausen selbständig. 1893 zog er mit seiner Produktion in ein neu errichtetes Fabrikgebäude in der Mainzer Landstraße 196 in Frankfurt am Main. 1905 wandelte er sein Unternehmen in eine Aktiengesellschaft um. Im selben Jahr wurde Louis zum Kommerzienrat ernannt. Ab 1907 baute er eine Zweigstelle seines Unternehmens hinter dem Korbacher Hauptbahnhof auf. 1910 wurde das Verwaltungsgebäude fertiggestellt. Ab 1910 spezialisierte er das Werk Korbach auf Fahrradreifen und fertigte in Frankfurt Auto- und Motorradreifen. Nach einer Krise in der Kautschukindustrie musste er 1912 aus dem Aufsichtsrat seines Unternehmens ausscheiden. Seinem Neffen Heinrich Peter gelang es jedoch, die Aktien mit Hilfe der von ihm 1911 gegründeten „Liga-Gummiwerke Heinrich Peter & Co GmbH“ in Frankfurt-Hausen zurückzukaufen, so dass Louis Peter im Januar 1921 wieder in den Aufsichtsrat gewählt wurde, kurz bevor er verstarb. Louis Peter ist auf dem Frankfurter Hauptfriedhof in der Gruft 20 begraben.
Ein schwerer Brand legte das Werk in Hausen am 17. Juni 1923 in Asche. 1929 fusionierten die Peter’s Union AG mit den Werken Frankfurt a. M. und Korbach, die Liga-Gummiwerke Heinrich Peter AG, die Hannoverschen Gummiwerke Excelsior AG und die Polack-Titan AG zur Continental Gummiwerke AG.

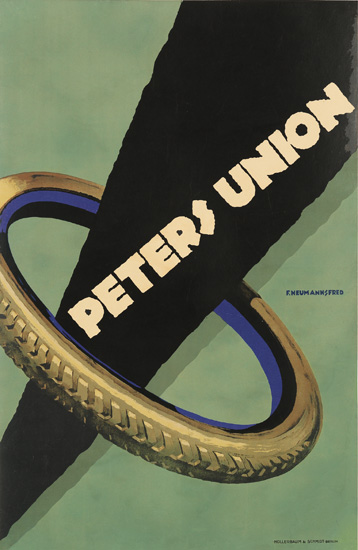
Peters-Union-Plakat (1918)

Aufgrund der Wirtschaftskrise 1930 musste Continental das Werk in Frankfurt schließen. Das Louis-Peter-Werk in Obertshausen bei Rodgau brannte 1933 aus. Louis Peter errichtete 1905 die Villa Peterhof an der Medebacher Landstraße in Korbach; er spendete 1905 die im neugotischen Stil erbaute Kirche in seinem Heimatdorf Alleringhausen, die im Beisein des waldeckischen Fürsten eingeweiht wurde. Nach ihm sind Straßen und Schulen in Korbach benannt.

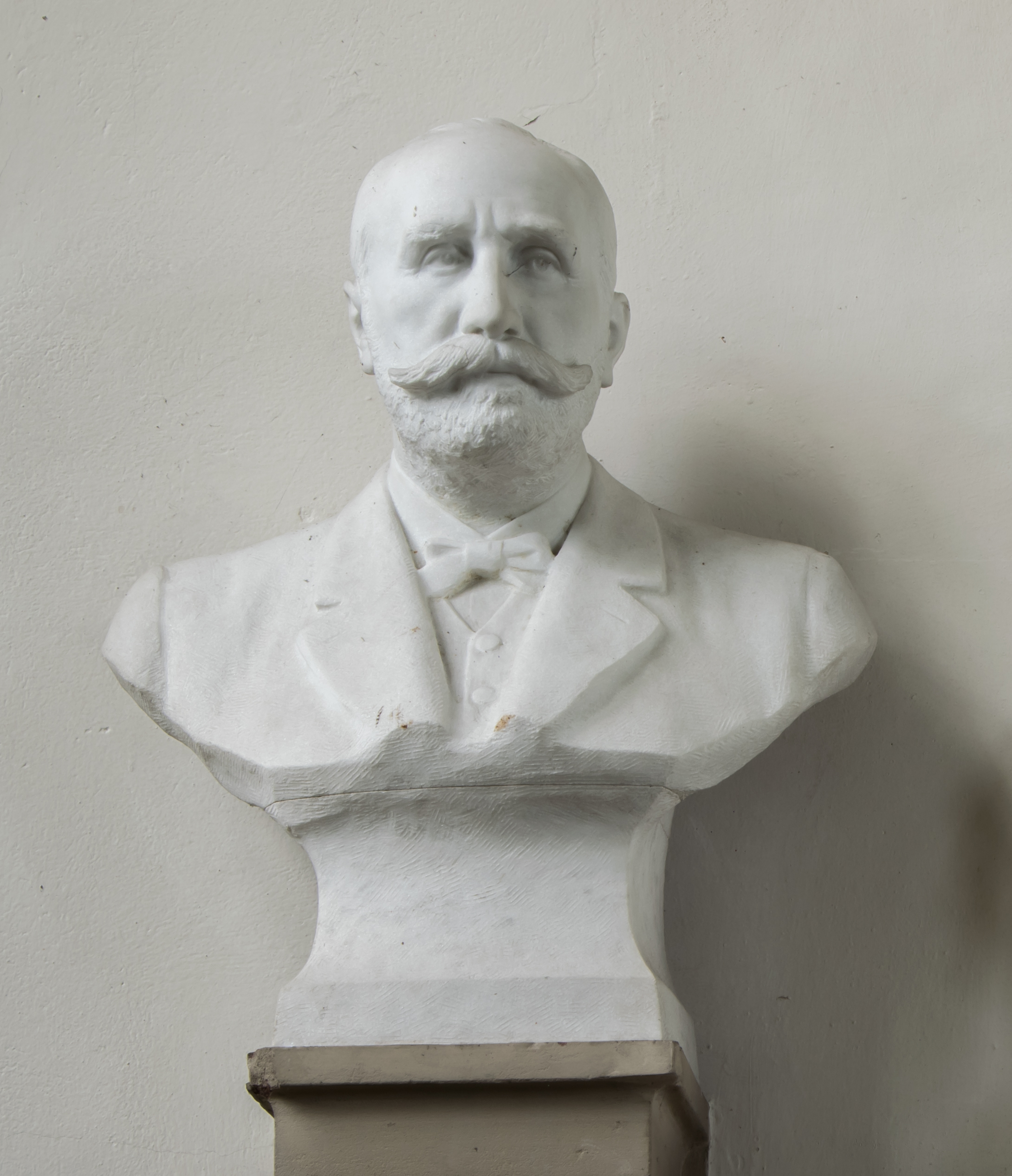
Louis-Peter-Büste in der evangelischen Kirche von Alleringhausen

Seine Neffen Heinrich, in Korbach geboren, und Friedrich „Fritz“, in Alleringhausen geboren, waren auch später weiterhin in der Gummiindustrie tätig und gründeten die Firmen Peters Pneu Renova und die Hessischen Gummiwerke Fritz Peter AG in Klein-Auheim. Das Werk Korbach wurde von Continental bis heute mehrfach ausgebaut und beschäftigt ca. 3.400 Mitarbeiter. Es ist einer der wichtigsten Arbeitgeber im Kreis Waldeck-Frankenberg. Louis Peter ist Ehrenbürger der Stadt Korbach.